# Карпов Андрій Анатолійович
Андрій Анатолійович Карпов, відомий як Андрій Полтава (28 вересня 1976, Полтава, УРСР) — український відеоблогер, телеведучий, волонтер, депутат Полтавської міської ради. Автор, творець і ведучий інтернет-шоу «ВАТА ШОУ», з 2018 року телеведучий програми «ВАТА ШОУ» на телеканалі Прямий.
Андрій Карпов балотувався (на виборах 25 жовтня 2020 року) на посаду мера Полтави від «Європейської солідарності». Став депутатом Полтавської міської ради. У 2021 році обраний секретарем Полтавської міської ради.
13 квітня 2023 року став в. о. міського голови м. Полтава.
28 липня 2023 року Карпова усунули з посади секретаря міськради та в. о. міського голови.

## Життєпис
Андрій Анатолійович Карпов народився 28 вересня 1976 у Полтаві.
Навчався у полтавській ЗОШ № 9 та СПТУ 9. Закінчив Полтавський національний технічний університет імені Юрія Кондратюка, отримав освіту інженера-електромеханіка.
В університеті був капітаном команди КВК, а також начальником редакційного відділу.

### Робота
У 1999–2000 роках — інженер у редакційно-видавничому відділі ПДТУ ім. Ю. Кондратюка.
У 2001–2004 роках — начальник відділу верстки та макетування у ПП "Видавництво «Дексі прінт» (Полтава).
У 2003–2017 роках — фізична особа підприємець.
У 2007–2016 роках — генеральний директор у ТОВ «Наш друк» (Полтава).
З 2017 — офіційний волонтер. На лютий 2018 доправив у зону АТО допомоги на 1 млн гривень (на вересень 2020 року близько 3 млн гривень), 5 тепловізорів, 2 квадрокоптери тощо.

### Блогер
З 2014 року Андрій Карпов під псевдонімом «Андрій Полтава» став автором проєкту «Вата Шоу» на YouTube.
У 2017 — телеканал ICTV визнав його найпопулярнішим блогером України в категорії «Народний вибір».
У 2018 році посів 3-тє місце в «ТОП-100 блогерів України» за версією інформаційного ресурсу «Обозреватель» і перше місце в рейтингу телеканалу ICTV.
У 2020 році вчергове посів 1-ше місце в «Народному виборі» рейтингу телеканалу ICTV.

### Політика
Андрій Карпов займає активну проукраїнську позицію проти російської агресії й виступає за рух України в ЄС і НАТО.
У 2019 році балотувався до Верховної Ради України від партії «Європейська Солідарність» (31-й номер у партійному списку).
У вересні 2020 року Андрій Карпов балотувався на посаду голови Полтавської ОТГ як представник «Європейської Солідарності». В результаті став депутатом Полтавської міської ради.
19 березня 2021 року був обраний секретарем Полтавської міської ради.
3 березня 2023 року обійняв посаду в. о. міського голови м. Полтава. 28 липня 2023 року депутати усунули Карпова з посади секретаря та в. о. міського голови за невиконання своїх повноважень. Сам Карпов назвав це рішення незаконним.

## ВАТА ШОУ
Андрій відомий за власним проєктом «Вата Шоу» на однойменному каналі в YouTube. В основному займається бесідами з росіянами в ЧатРулетці на політичні теми. Має понад 200 тисяч підписників на основному каналі [Архівовано 20 січня 2018 у Wayback Machine.].
З 2018 року проєкт «ВАТА ШОУ» виходить на українському телеканалі Прямий, де Андрій є ведучим проєкту. Перший випуск шоу вийшов в ефір 4 листопада 2018 року, після чого в Росії було піднято скандал з обговоренням формату шоу для телебачення, засудженням шоу і телеканалу на російському телебаченні